# Antonius Bryske
Antonius Bryske (omkring 1500 – 11. juli 1566) var en dansk rigskansler.
Han var søn af Eiler Ivensen Bryske (død 1529) og blev født 1500 eller 1501. I sin ungdom studerede han ved Københavns Universitet, hvor han tog magistergraden, og senere i udlandet, i alt fald i Wittenberg. 
Efter sin hjemkomst blev han kannik i Viborg og kansler hos biskop Jørgen Friis, men efter reformationen tog han tjeneste som sekretær i kancelliet og forlenedes 1538 med et kannikedømme i Roskilde. Året efter fik han desuden Vissenbjerg Birk, et len, der næsten var blevet arveligt i Bryske-slægten. I 1544 beskikkedes han til overberghauptmand i Norge og forlenedes i denne stilling med Skien Syssel og Gimsø Kloster; men allerede samme år kaldtes han tilbage til Danmark for at overtage rigskanslerembedet, hvilket han beklædte til sin død. Til embedet knyttedes året efter provstiet i Odense, og han forlenedes endvidere i 1554 med kantordømmet i Ribe og i 1559 med provstiet i Viborg. Desuden havde han et kannikedømme i Lund; men det bortbyttede han i 1563 med et lignende i Århus, dog kun for straks efter at give dette sidste til sin allierede Gregers Kobelauch. 
I sin lange embedstid benyttedes Bryske til flere offentlige hverv; han ledsagede 
således i 1548 hertug Frederik på en hyldingsrejse til Norge og sendtes 1554 til forhandlinger med Sverige i Elfsborg. 
Det endnu bevarede runehåndskrift af Skånske Lov har tilhørt Bryske, der testamenterede det til sin søster Sidsel Bryske, som også ved hans barnløse død arvede hans hovedgård Langesø, hvor Bryske havde opført en ny, stor hovedbygning. 
Han ligger begravet i sin sognekirke Vigerslev. 